# Whendy Lima
Whendy Lima (Rio Branco, 23 de setembro de 1982) é um político brasileiro filiado ao Partido Social Liberal (PSL). Atualmente, é deputado estadual do Acre.